# Svea Solar
Svea Solar är ett rikstäckande energibolag som arbetar med förnybar energi i form av solenergi. Företaget grundades 2014 av Björn Lind (COO) och Erik Martinsson (CEO). Under 2015 anslöt sig även Nolan Gray (CMO/CTO). De kombinerade sina kunskaper inom hårdvara och mjukvara för att skapa ett modernt energibolag. 
Företaget har sina rötter i försäljning och projektering av solceller för villaägare, företag och lantbruk. De erbjuder en app för att samla och bevaka data från produkterna, som utöver solceller består av laddboxar, batterier och grönt elavtal. Under 2019 byggde Svea Solar Sveriges största solpark Sparbanken Skåne Solcellspark i Sjöbo kommun. 
Sedan september 2019 har Svea Solar ett samarbete med Ikea där Ikea står för försäljningen av solcellerna medan Svea Solar sköter lösningar, offert och installation.